# Al Twar
Al Twar è un quartiere di Dubai.

## Geografia fisica
Al Twar si trova nel settore orientale di Dubai nella zona di Deira (Dubai), esso è suddiviso in tre sotto-comunità:
- Al Twar 1
- Al Twar 2
- Al Twar 3
- Al Twar 4
- Al Twar 5

Al Twar è prevalentemente una comunità residenziale.